# Infoeducação
A infoeducação é uma abordagem teórico-prática (especialidade acadêmica) das relações entre os domínios da informação e educação, voltada à compreensão de vinculações entre apropriação simbólica e dispositivos culturais, como condição à sistematização de referenciais teóricos e metodológicos necessários ao desenvolvimento de aprendizagens e dispositivos informacionais pautados na noção do conhecimento como um processo que implica sujeitos de palavra em diálogos com o patrimônio simbólico, como elemento essencial à formação de protagonistas culturais. Ou seja, abordagem para vencer os reducionismos via informacionismo e pedagogismo. A infoeducação é concebida como um conjunto articulado de saberes e fazeres focados nas vinculações entre Informação e Educação, considerando-se seus aspectos conceituais, atitudinais e procedimentais. É modo de interrogar a informação, compreendê-la e participar afirmativamente de seus processos em perspectiva que ultrapassa aquela do exclusivo desenvolvimento de habilidades e competências para acesso e uso da informação por sujeitos competentes; na Infoeducação está em causa a relação, de um sujeito de palavra com a informação, como ato de produção de sentidos.  

## Origem do termo
No ano 2000, o então grupo de pesquisa Programa Serviços de Informação em Educação (PROESI), que tinha como criador e diretor científico o professor Edmir Perrotti, organizou um colóquio internacional na Escola de Comunicações e Artes da Universidade de São Paulo (ECA/USP) onde lançou a proposta da Infoeducação, termo cunhado por Perrotti para indicar a necessidade de trabalhar em uma abordagem teórico-prática que conseguisse vencer reducionismos colocados tanto pelo informacionismo como pelo pedagogismo. Com esse neologismo (informação + educação) buscou sintetizar, em termos conceituais e práticos, certas questões que vinham sendo observadas em pesquisas realizadas sob sua orientação  e que tinham como objetivo, naquele momento, a produção de conhecimentos teóricos e práticos em torno das relações entre Biblioteca e Educação especificamente no contexto brasileiro. De um lado, a Infoeducação constituiu um ponto de chegada de pesquisas que tiveram início no começo dos anos de 1980, na ECA/USP,  primeiramente desenvolvidas individualmente sendo que ao final desta década já havia o envolvimento de outros pesquisadores, constituindo equipes multidisciplinares. De outro lado, a Infoeducação passa a configurar um ponto de partida para novas pesquisas que passaram a ser desenvolvidas inscrevendo seus objetos de estudo em quadros mais amplos que implicam as relações entre os campos da Informação e Educação.  Com isso, as pesquisas passam a se ocupar da dimensão formativa da informação, tomada como dispositivo que implica diversos aspectos de conteúdo e de formas tecno-semio-pragmáticas.  
A criação do termo sinalizava então para a importância da superação de perspectivas que fragmentam os saberes em compartimentos estanques e de ações educativas  e culturais  que transferem aos aprendizes a responsabilidade por estabelecer conexões entre saberes sem lhes fornecer condições para tanto, como se a apropriação simbólica fosse ato natural que dispensa aprendizagens.

## Abordagem teórico-prática
O contexto informacional contemporâneo, marcado pela explosão informacional, não diz respeito unicamente a novos modos de produção, distribuição e recepção de signos. Refere-se, sobretudo, a novos modos de nos definirmos, de ser estar e se relacionar com o mundo, pois a relação com os signos é ato de produção de sentidos. Nesse sentido, a problemática das relações entre Informação e Educação demandava redimensionamentos, com vistas a novos olhares e formulações ao enfrentamento da questão da relação dos sujeitos com o patrimônio simbólico.
Nesse sentido, a Infoeducação emerge como abordagem teórico-prática num contexto de transformações que não podem ser desconsideradas e, tampouco, acatadas como se tivessem origem no mundo dos fenômenos naturais. Assumindo-se tais transformações em sua dimensão sociocultural, a Infoeducação não reduz os processos educacionais a uma estratégia de sobrevivência face ao inevitável, e assume a educação como processo que implica criação e imaginação, dimensões que estabelecem intrínseca relação com o repertório simbólico – as informações.  Logo, aprender é tomado como ato afirmativo de sujeitos com o conhecimento, saberes, signos e significações, é ato criador que se dá em processos de trocas mútuas com a cultura, com o mundo e consigo mesmo. Com isso, a infoeducação se filia a concepções educacionais situadas além das instrucionais.
Em face disso, na abordagem da Infoeducação além do acesso às informações, está em causa saber avaliá-las, selecioná-las e situá-las em relação à nossa qualidade de vida, enquanto seres humanos que vivem juntos num mundo comum a todos. Portanto, cabe aos sujeitos definir e não apenas serem definidos pelos contextos culturais em que vivem, perspectiva que implica tomar os sujeitos, em suas relações com o universo informacional, como protagonistas culturais, sujeitos de palavra que produzem sentidos e não apenas os assimilam. Volta-se então à autonomia intelectual, a formação de sujeitos aptos a transformarem informação em conhecimentos.
Se, de um lado, algumas respostas vêm sendo dadas pelas bibliotecas ao enfrentamento da problemática da relação dos sujeitos com o universo simbólico, por outro, cabe indicar que em geral seguem uma direção técnica ou então didática. Na abordagem técnica a modernização tecnológica está em causa e confunde-se acesso a suportes com acesso à informação. Já na abordagem didática alia-se a distribuição de recursos tecnológicos ao desenvolvimento de competências, portanto, além do acesso a conteúdos informacionais está em causa ensinar a informação, perspectiva que amplia o papel educativo das bibliotecas, propondo que adentre na esfera de ensinar objeto que lhe é próprio: a informação.
No entanto, essas discussões vêm sendo amplamente apresentadas sob a forma de procedimentos e habilidades para acesso e uso da informação, deixando de lado interrogações sobre a própria informação em termos ontológicos, históricos e sociais desconsiderando, assim, dimensão epistêmica essencial e inerente aos processos educativos. Ou seja, são perspectivas que se limitam a problematizar níveis funcionais, procedimentais de uso da informaçãoEmbora prescrições possam ter um efeito prático importante, dada sua imediatez adaptativa, quando tomadas como categorias fundantes no campo do conhecimento, desconsideram condições atuantes e afirmativas implicadas nos atos de apropriação cultural. Essas questões levam então a interrogar “Como ensinar informação para além de procedimentos de uso?” o  que leva a pontuar que, antes que prescrever, a Infoeducação visa explicar. Ou seja, ela compreende a dimensão epistêmica tanto dos saberes como das aprendizagens informacionais. Portanto, como se informar e informar são elementos articulados a outras questões como: por que informar e se informar? Qual a razão de se informar e informar questões essenciais a serem consideradas seja em condições de falta ou saturação informacional.

## Trama conceitual
Os seguintes conceitos compõem a rede conceitual da Infoeducação:

### Apropriação cultural
A apropriação cultural refere-se ao ato de transformar aquilo que se recebe (algo que existe) em algo próprio a partir das experiências individuais (CHARTIER 1999). A apropriação é então um modelo de posse em que se objetiva adaptar alguma coisa a si, transformando-a em suporte de expressão de si mesmo. Ou seja, além de tomada de um objeto/conteúdo, a apropriação cultural é modo de agir com/no mundo e seus fenômenos sendo, portanto, ação implicada na construção do sujeito, aquele que intervém no real.

### Dialogia
O diálogo tem condições de possibilidade quando há reciprocidade, quando o indivíduo vivencia a relação do eu com o outro, também, a partir do lugar do outro, sem, entretanto, abdicar de sua especificidade. Dialogar, nessa perspectiva, não implica sons ou gestos, mas, sim, um encontro verdadeiro, quando cada um volta-se ao outro tornando o outro também presente. Nesse sentido, a própria existência do Eu somente é possível quando me dirijo ao outro – ao Tu – aceitando-o em sua alteridade. De outro lado, se o Eu somente se realiza plenamente quando em relação com o mundo, com o outro, a construção de uma relação dialógica visará a atitude dos sujeitos em suas relações consigo, com os outros e com o mundo.Em relação aos dispositivos informacionais, como as bibliotecas, essa noção sinaliza para a importância da busca de meios ao estabelecimento de relações entre um dispositivo de caráter técnico e seus públicos. De outro lado, se o Eu somente se realiza plenamente quando em relação com o mundo, com o outro, a construção de uma relação dialógica visará a atitude dos sujeitos em suas relações consigo, com os outros e com o mundo, incluindo-se aí o universo simbólico. Perspectiva que coloca em pauta o desafio da biblioteca ser constituída enquanto instância ocupada com processos de construção de novos saberes a partir de uma situação dialógica que promova a interação e o compartilhamento de mundos distintos, contudo, inscritos numa mesma coletividade

### Infoeducador
Infoeducador é profissional que atua tendo em vista auxiliar processos de apropriação cultural, de desenvolvimento de saberes informacionais e atitudes, contribuindo para que  as pessoas conheçam o que é a informação. Na medida em que a  Infoeducação é dinâmica e orgânica,  o Infoeducador atua nos processos de relações dos sujeitos com a informação também como um aprendiz em meio a uma experiência colaborativa. Diversos atores podem estar envolvidos no processo da infoeducação como: professores, bibliotecários, museólogos, arquivistas entre outros profissionais diretamente implicados em processos de disseminação de informação.

### Mediação cultural
A noção de mediação cultural é difundida especialmente no período posterior à Segunda Guerra Mundial, contexto em que a informação passa a adquirir centralidade na vida cotidiana.  A mediação cultural é conceito empregado para descrever e analisar processos diversos em contextos específicos. Portanto, é possível abordar  mediação cultural em teatros, museus, bibliotecas, etc., sendo que nas bibliotecas pode envolver processos que vão desde o desenvolvimento dos acervos até sua disponibilização ao público. A mediação realiza-se tanto pelo emprego de técnicas como de saberes específicos, constituindo-se como esfera de significação. O termo compreende diferentes elementos que envolvem o ser humano em sua trajetória como ser vivente, desde sua natureza, sua história e o meio em que se encontra. A mediação cultural é conceito que contribui às discussões teóricas sobre questões simbólicas relativas à comunicação da espécie humana.  A mediação é fenômeno que auxilia a compreender a difusão – no espaço e no tempo – de formas da linguagem e de formas simbólicas que produzem significação partilhada em dada sociedade. Embora compreenda um processo individual, a mediação é ação compartilhada e colaborativa, produz sentidos, ela entra em relação com os sentidos dos objetos, dos sujeitos e dos respectivos contextos É possível caracterizá-la como 
conjunto de práticas sociais desenvolvidas em distintos domínios institucionais e que objetivam construir um espaço determinado e legítimo para as relações que neles se manifestam.

### Protagonismo cultural
Protagonismo cultural é termo que compreende ação afirmativa de sujeitos em processos simbólicos, considerando-se dimensões plurais da vida sociocultural e pública na contemporaneidade.  As ações daquele que é protagonista, por um lado, apresentam dimensão própria, inscrita na condição de indivíduo do sujeito e, de outro, revelam dimensão plural daquele que pertence e é, também, pertencido por um grupo, uma cultura e uma espécie inserido num mundo que é comum a todos. A apropriação simbólica - de informação e cultura - é ato de protagonistas, distinta de abordagens que delimitam usuários e consumidores culturais nos domínios da educação e cultura. O protagonista, em suas inter-relações com conhecimento e cultura, cria e também se recria em meio a uma dinâmica na qual é ao mesmo tempo sujeito e objeto dos processos em que se encontra inserido.

### Saberes informacionais
Os saberes informacionais caracterizam-se como meta-conhecimentos, ou seja, conhecimentos sobre o próprio conhecimento. São, ao mesmo tempo, instrumentais e essenciais, procedimentais e conceituais, transversais e específicos, auxiliam a conhecer o conhecimento, servindo como instrumento para que os sujeitos possam atuar em diversos campos do conhecimento, refletindo sobre sua natureza e processos . Portanto, não se trata de conteúdos conceituais ou procedimentais de determinadas áreas. Sob o termo está reunido:
conjunto complexo de habilidades, competências e atitudes que, devidamente descrito e inter-relacionado, permite não só a apropriação de tais saberes sob perspectivas operacionais, indispensáveis à sobrevivência nas ‘sociedades da informação”, como também o questionamento de seus princípios, dinâmicas e processos, tendo em vista a compreensão e a atuação afirmativa na lógica de nosso tempo.  

## Teses e dissertações
A seguir estão relacionadas teses e dissertações desenvolvidas em diálogo com a abordagem da Infoeducação:
- ALBERTO, Solange Maria Rodrigues. Formação de mediadores culturais : o lugar da experiência.2017.Dissertação (Mestrado em Ciência da Informação) – Escola de Comunicações e Artes, Universidade de São Paulo, São Paulo, 2017.
- AVENA, Magdalena José. Aprender a pesquisar : desafios da construção de um saber informacional na educação a distância. 2011. Dissertação (Mestrado em Ciência da Informação) – Escola de Comunicações e Artes, Universidade de São Paulo, São Paulo, 2011.
- BATISTA, Carmem Lúcia. Informação pública : entre o acesso e a apropriação social. .2010. Dissertação (Mestrado em Ciência da Informação) – Escola de Comunicações e Artes, Universidade de São Paulo, São Paulo, 2010.
- BATISTA, Carmem Lúcia. Mediação e apropriação da informação pública: a educação fiscal. 2014. Tese (Doutorado em Ciência da Informação) – Escola de Comunicações e Artes, Universidade de São Paulo, São Paulo, 2014.
- CAIRES, Fernanda Medeiros. Biblioteca na educação : práticas colaborativas e apropriação cultural. 2014. Dissertação (Mestrado em Ciência da Informação) – Escola de Comunicações e Artes, Universidade de São Paulo, São Paulo, 2014.
- JESUS, Thaisa Alves Dias de. Biblioteca e educação : um estudo sobre acolhimento em dispositivos culturais para crianças. 2018.Dissertação (Mestrado em Ciência da Informação) – Escola de Comunicações e Artes, Universidade de São Paulo, São Paulo, 2018.
- LIMA, Celly de Brito. O bibliotecário como mediador cultural : concepções e desafios à sua formação. 2016. Tese (Doutorado em Ciência da Informação) – Escola de Comunicações e Artes, Universidade de São Paulo, São Paulo, 2016.
- NASCIMENTO, Leandro dos Santos. Informação e educação : as origens da information literacy : um estudo do relatório "The Information Service Environment Relationships and Priorities", de Paul Zurkowski. 2018. Dissertação (Mestrado em Ciência da Informação) – Escola de Comunicações e Artes, Universidade de São Paulo, São Paulo, 2018.
- OLIVEIRA, Amanda Leal de. A negociação cultural: um novo paradigma para a mediação e a apropriação da cultura escrita. 2014. Tese (Doutorado em Ciência da Informação) – Escola de Comunicações e Artes, Universidade de São Paulo, São Paulo, 2014.
- OLIVEIRA, Amanda Leal de. Cultura na fazenda : um estudo sobre apropriação da leitura como negociação de sentidos. 2009. Dissertação (Mestrado em Ciência da Informação) – Escola de Comunicações e Artes, Universidade de São Paulo, São Paulo, 2009.
- PAIVA, Simone Borges. Oficinas intergeracionais : saberes e fazeres da experiência, mediação cultural e significação.2015. Tese (Doutorado em Ciência da Informação) – Escola de Comunicações e Artes, Universidade de São Paulo, São Paulo, 2015.
- PASSOS, Marcos Paulo de. O ato lúdico de conhecer : a pesquisa como processo dialógico de apropriação de dispositivos informacionais e culturais. 2013.   Dissertação (Mestrado em Ciência da Informação) – Escola de Comunicações e Artes, Universidade de São Paulo, São Paulo, 2013.
- PASSOS, Marcos Paulo de. Informação e educação: um estudo sobre as relações entre atitudes, saberes e dispositivos culturais. 2018. Tese (Doutorado em Ciência da Informação) – Escola de Comunicações e Artes, Universidade de São Paulo, São Paulo, 2018.
- PIERUCCINI, Ivete. A ordem informacional dialógica: estudo sobre a busca de informação em educação. 2004. Tese (Doutorado em Ciência da Informação) – Escola de Comunicações e Artes, Universidade de São Paulo, São Paulo, 2004.
- PIERUCCINI, Ivete. Estação memória : lembrar como projeto : contribuição ao estudo da mediação cultural. 1999.   Dissertação (Mestrado em Ciências da Comunicação – Escola de Comunicações e Artes, Universidade de São Paulo, São Paulo, 1999.
- SANTOS, Edison Luis dos. Estação Memória Cambury : mediação cultural com os parceiros do rio que muda.  2013. Dissertação (Mestrado em Ciência da Informação) – Escola de Comunicações e Artes, Universidade de São Paulo, São Paulo, 2013.
- VIANA, Lilian. Bibliotecas escolares: políticas públicas para a criação de possibilidades. 2014. 167 p. Dissertação (Mestrado em Ciência da Informação) – Escola de Comunicações e Artes, Universidade de São Paulo, São Paulo, 2014.
- VIRGÍNIO, Andreina Alves de Sousa. Biblioteca, oralidade e conhecimento: uma contribuição aos estudos de mediação e apropriação cultural. 2018.Dissertação (Mestrado em Ciência da Informação) – Escola de Comunicações e Artes, Universidade de São Paulo, São Paulo, 2018.